# Paul Fenn
Paul Friedrich Albrecht Fenn (* 26. Oktober 1891 in Zeven; † 10. November 1976 in Kiel) war ein deutscher Kapitän zur See der Marineartillerie der Kriegsmarine.

## Leben
Paul Fenn besuchte des ein Gymnasium in Stade, studierte an der Universität Heidelberg, Göttingen und Kiel Rechts- und Staatswissenschaften und schloss im Frühjahr 1914 das Studium ab. 1919 promovierte er an der Universität Kiel mit dem Thema Die Kartelle in der deutschen Salinenindustrie zum Dr. rer. nat.
Er trat als Kriegsfreiwilliger am 1. August 1914 in das Infanterie-Regiment Nr. 85 in die Armee ein. Im Oktober 1914 wechselte er in die Kaiserliche Marine und war für einen Monat in der 5. Kompanie der I. Matrosen-Artillerie-Abteilung zur Grundausbildung, bevor er bis März 1915 zur 1. Kompanie der IX. Matrosen-Artillerie-Abteilung ging. Es folgte, ab Ende Mai 1915 als Obermatrosenartillerist und ab Ende Januar 1916 Vizefeuerwerker der Reserve, bis Mai 1916 seine Kommandierung als Geschützführer zur VIII. Matrosen-Artillerie-Abteilung und für jeweils einen Monat zur Ausbildung in die Luftartillerieabteilung K 2 nach Nordholz und zur Flakbatterie des 1. schweren Korpsartillerie-Regiments 1. Am 18. August 1916 wurde er Leutnant der Reserve der Matrosenartillerie. Bis Kriegsende hatte er noch bei weiteren Kommandierungen in andere Matrosenartillerieabteilungen, u. a. als Batterie-Offizier und Adjutant.
Zu Kriegsende wurde er entweder zum 3. Dezember 1918 aus der Marine entlassen oder in die Reichsmarine übernommen und am 21. Januar 1920 entlassen. Nach dem Krieg war er zwischenzeitlich zwei Jahre im kommunalen Verwaltungsdienst und dann drei Jahre Leiter industrieller Verbände. Anschließend war er ab Mai 1923 Prokurist und Syndikus der Chemischen Düngerfabrik Rendsburg.
Später wurde er wieder in die Marine aufgenommen und war ab Anfang Dezember 1933 bis Mitte September 1934 auf zwei Flak-Lehrgängen.
Am 15. Mai 1936 war er als Oberleutnant der Reserve (MA) mit RDA vom 26. Oktober 1920 in die Kriegsmarine aufgenommen. Mit dem Übergang in die Kriegsmarine folgten weitere Übungen, u. a. 1936 bei der I. Marineartillerie-Abteilung und später in Kiel. Ab Anfang März 1937 war er als E-Offizier Referent beim Kommando der Marinestation der Ostsee in Kiel angestellt. Mit Wirkung zum 4. Juni 1937 und dem RDA vom 1. Oktober 1934 wurde er Kapitänleutnant der Marineartillerie. Später wurde er hier Referent und im April 1939 Korvettenkapitän (MA). Mitte 1939 war er im Leitungsstab für die Festungsrahmenübung Pillau. Ab Dezember 1939 war er bis März 1940 Kommandant des Abschnitts Hela und hatte zusätzlich in dieser Zeit noch das Kommando über unterschiedliche Marine-Artillerie-Abteilungen.
Ab Anfang Januar 1940 war er Kommandeur folgender Abteilungen:
- vom 4. Januar 1940 bis 10. Februar 1940 15. Ersatz-Marineartillerie-Abteilung (später in Marine-Artillerie-Abteilung 119 umbenannt)
- vom 10. Februar 1940 bis 6. April 1940: Marineartillerie-Abteilung 119, Artillerie-Kommandeur Danziger Bucht und Kommandant von Hela (in Personalunion)
- vom 6. April 1940 bis 21. Juli 1940: Marine-Artillerie-Abteilung 501 und Artillerie-Kommandeur Oslofjord

Ab 20. März 1941 war er Gruppenleiter im Oberquartiermeisterstab des Kommandos der Marinestation Ostsee und wurde am 19. April 1941 in den aktiven Truppendienst als Korvettenkapitän überführt. Anschließend wurde er 2. Admiralstabsoffizier und Qu II bei der Marinestation Ostsee. Ab April 1943 war er zusätzlich zu seiner Funktion als Qu II A I K und Qu I im Marineoberkommando Ostsee. Er wurde zeitgleich bis August 1943 mit der Wahrnehmung der Geschäfte als Oberquartiermeister des Marineoberkommandos der Ostsee beauftragt. Ende 1943 gab er die Position als Qu II ab und blieb bis Ende März 1944 in der Beauftragung als Oberquartiermeister. Vom 1. April 1944 bis 17. Juli 1944 war er Chef des sogenannten Sonderstabes Fenn, welches für die Finnlandräumung eingesetzt worden war, und war stellvertretender Oberquartiermeister. Am 19. September 1944 wurde er Kommandeur der 9. Marine-Flak-Regiment und Kommandeur des Luftverteidigungskommandos Gotenhafen und wurde in dieser Position am 1. Oktober 1944 zum Kapitän zur See (MA). Als Kommandeur erhielt er am 23. März 1945 das Ritterkreuz des Eisernen Kreuzes verliehen. 1944 hatte er sich bei der Räumung Finnland und bei der Verteidigung von Danzig Anfang 1945 besonders ausgezeichnet. Durch den Einsatz des 9. Marine-Flak-Regiments unter seiner Führung konnten in Gotenhafen Evakuierungstransporte erfolgreich gesichert werden. Vom 19. April 1945 bis Kriegsende war er Kommandeur der I. Marineflakbrigade und des Luftverteidigungskommandos Kiel.
Zu Kriegsende ging er in Kriegsgefangenschaft und verlegte mit seiner ehemaligen Einheit auf Kiel in das Sperrgebiet G. Am 27. Januar 1946 wurde er aus der Kriegsgefangenschaft entlassen.
Nach dem Krieg wurde er kaufmännischer Direktor in Kiel und erhielt am 31. Oktober 1956 das Verdienstkreuz Erster Klasse. Er war u. a. Mitglied in unterschiedlichen Verwaltungsausschüssen, z. B. des Arbeitsamtes Rendsburgs, Landesarbeitsamtes Nordmark und der Landesversicherungsanstalt Schleswig-Holstein.